# Cromalveolats
Els cromalveolats (Chromalveolata) són un regne d'eucariotes proposat per Thomas Cavalier-Smith com una modificació del regne dels cromistes, que al seu torn va ser proposat per ell mateix el 1981. Actualment és considerat com un dels sis clades principals dels eucariotes que, segons la forma de classificar podria ser un subregne dels protistes o un regne dels eucariotes. Comprèn una línia de descendents d'un bicont que va realitzar una endosimbiosi secundària amb un rodòfit, i inclou quatre grups: heteroconts, haptòfits, criptòfits i alveolats.
Els cromalveolats forma part del clade dels biconts, que també comprèn els arcaeplàstids (o primoplantes), rizaris, excavats i alguns grups més petits, encara sense resoldre tals com els apusozous i els centrohèlids. Com a bicont, descendeix d'un eucariota heteròtrof amb dos flagels. També es creu que els cromalveolats tenen una relació més propera amb els arcaeplàstids que amb els altres grups, amb el que comparteix el clade dels corticats.

## Morfologia
Històricament, molts cromalveolats eren considerats plantes per les seves membranes cel·lulars, capacitat fotosintètica i, en alguns casos, per la seva semblança morfològica amb els embriofitins. Altres, en canvi, eren considerats protistes i finalment, altres tals com els Oomicots eren considerats fongs. Tanmateix, després de molt de debat que encara continua avui, els cromalveolats varen emergir com a grup monofilètic.
Encara que diversos grups tals com els ciliòfors i els oomicots han perdut l'habilitat de fixar CO₂, la majoria són autòtrofs. Tots els cromalveolats fotosintètics tenen clorofil·les a i c, així com altres molts pigments addicionals.
Els cromalveolats, a diferència d'altres grups amb representants multicel·lulars, no tenen gaires característiques morfològiques comunes. Cada subgrup important té certes característiques úniques, incloent-hi els alvèols dels alveolats, l'haptonema dels haptòfits, el ejectisoma dels criptòfits i els dos flagels desiguals dels heterocontòfits. Tanmateix, cap d'aquestes característiques està present en tots els grups.
Les úniques característiques comunes que comparteixen tots els cromalveolats són:
- L'origen comú dels cloroplasts (endosimbiosi secundària amb un rodòfit).
- La presència de la cel·lulosa en la majoria de les membranes cel·lulars.

## Cladograma
|             | Alveolata                                                       |
|             |                                                                 |
| Chromobiota | \| \| Heterokontophyta \| \| \| \| \| \| Haptophyta \| \| \| \| |
|             | \| \| Heterokontophyta \| \| \| \| \| \| Haptophyta \| \| \| \| |
|             | Cryptophyta                                                     |
|             |                                                                 |
|             | Heterokontophyta                                                |
|             |                                                                 |
|             | Haptophyta                                                      |
|             |                                                                 |

|  | Heterokontophyta |
|  |                  |
|  | Haptophyta       |
|  |                  |

|             | Alveolata                                                       |
|             |                                                                 |
| Chromobiota | \| \| Heterokontophyta \| \| \| \| \| \| Haptophyta \| \| \| \| |
|             | \| \| Heterokontophyta \| \| \| \| \| \| Haptophyta \| \| \| \| |
|             | Cryptophyta                                                     |
|             |                                                                 |
|             | Heterokontophyta                                                |
|             |                                                                 |
|             | Haptophyta                                                      |
|             |                                                                 |

|  | Heterokontophyta |
|  |                  |
|  | Haptophyta       |
|  |                  |

|  | Rhizaria |
|  |          |
|  | Excavata |
|  |          |

|             | Alveolata                                                       |
|             |                                                                 |
| Chromobiota | \| \| Heterokontophyta \| \| \| \| \| \| Haptophyta \| \| \| \| |
|             | \| \| Heterokontophyta \| \| \| \| \| \| Haptophyta \| \| \| \| |
|             | Cryptophyta                                                     |
|             |                                                                 |
|             | Heterokontophyta                                                |
|             |                                                                 |
|             | Haptophyta                                                      |
|             |                                                                 |

|  | Heterokontophyta |
|  |                  |
|  | Haptophyta       |
|  |                  |

|             | Alveolata                                                       |
|             |                                                                 |
| Chromobiota | \| \| Heterokontophyta \| \| \| \| \| \| Haptophyta \| \| \| \| |
|             | \| \| Heterokontophyta \| \| \| \| \| \| Haptophyta \| \| \| \| |
|             | Cryptophyta                                                     |
|             |                                                                 |
|             | Heterokontophyta                                                |
|             |                                                                 |
|             | Haptophyta                                                      |
|             |                                                                 |

|  | Heterokontophyta |
|  |                  |
|  | Haptophyta       |
|  |                  |

|  | Rhizaria |
|  |          |
|  | Excavata |
|  |          |

|  | Amoebozoa    |
|  |              |
|  | Opisthokonta |
|  |              |

|             | Alveolata                                                       |
|             |                                                                 |
| Chromobiota | \| \| Heterokontophyta \| \| \| \| \| \| Haptophyta \| \| \| \| |
|             | \| \| Heterokontophyta \| \| \| \| \| \| Haptophyta \| \| \| \| |
|             | Cryptophyta                                                     |
|             |                                                                 |
|             | Heterokontophyta                                                |
|             |                                                                 |
|             | Haptophyta                                                      |
|             |                                                                 |

|  | Heterokontophyta |
|  |                  |
|  | Haptophyta       |
|  |                  |

|             | Alveolata                                                       |
|             |                                                                 |
| Chromobiota | \| \| Heterokontophyta \| \| \| \| \| \| Haptophyta \| \| \| \| |
|             | \| \| Heterokontophyta \| \| \| \| \| \| Haptophyta \| \| \| \| |
|             | Cryptophyta                                                     |
|             |                                                                 |
|             | Heterokontophyta                                                |
|             |                                                                 |
|             | Haptophyta                                                      |
|             |                                                                 |

|  | Heterokontophyta |
|  |                  |
|  | Haptophyta       |
|  |                  |

|  | Rhizaria |
|  |          |
|  | Excavata |
|  |          |

|             | Alveolata                                                       |
|             |                                                                 |
| Chromobiota | \| \| Heterokontophyta \| \| \| \| \| \| Haptophyta \| \| \| \| |
|             | \| \| Heterokontophyta \| \| \| \| \| \| Haptophyta \| \| \| \| |
|             | Cryptophyta                                                     |
|             |                                                                 |
|             | Heterokontophyta                                                |
|             |                                                                 |
|             | Haptophyta                                                      |
|             |                                                                 |

|  | Heterokontophyta |
|  |                  |
|  | Haptophyta       |
|  |                  |

|             | Alveolata                                                       |
|             |                                                                 |
| Chromobiota | \| \| Heterokontophyta \| \| \| \| \| \| Haptophyta \| \| \| \| |
|             | \| \| Heterokontophyta \| \| \| \| \| \| Haptophyta \| \| \| \| |
|             | Cryptophyta                                                     |
|             |                                                                 |
|             | Heterokontophyta                                                |
|             |                                                                 |
|             | Haptophyta                                                      |
|             |                                                                 |

|  | Heterokontophyta |
|  |                  |
|  | Haptophyta       |
|  |                  |

|  | Rhizaria |
|  |          |
|  | Excavata |
|  |          |

|  | Amoebozoa    |
|  |              |
|  | Opisthokonta |
|  |              |

## Paper ecològic

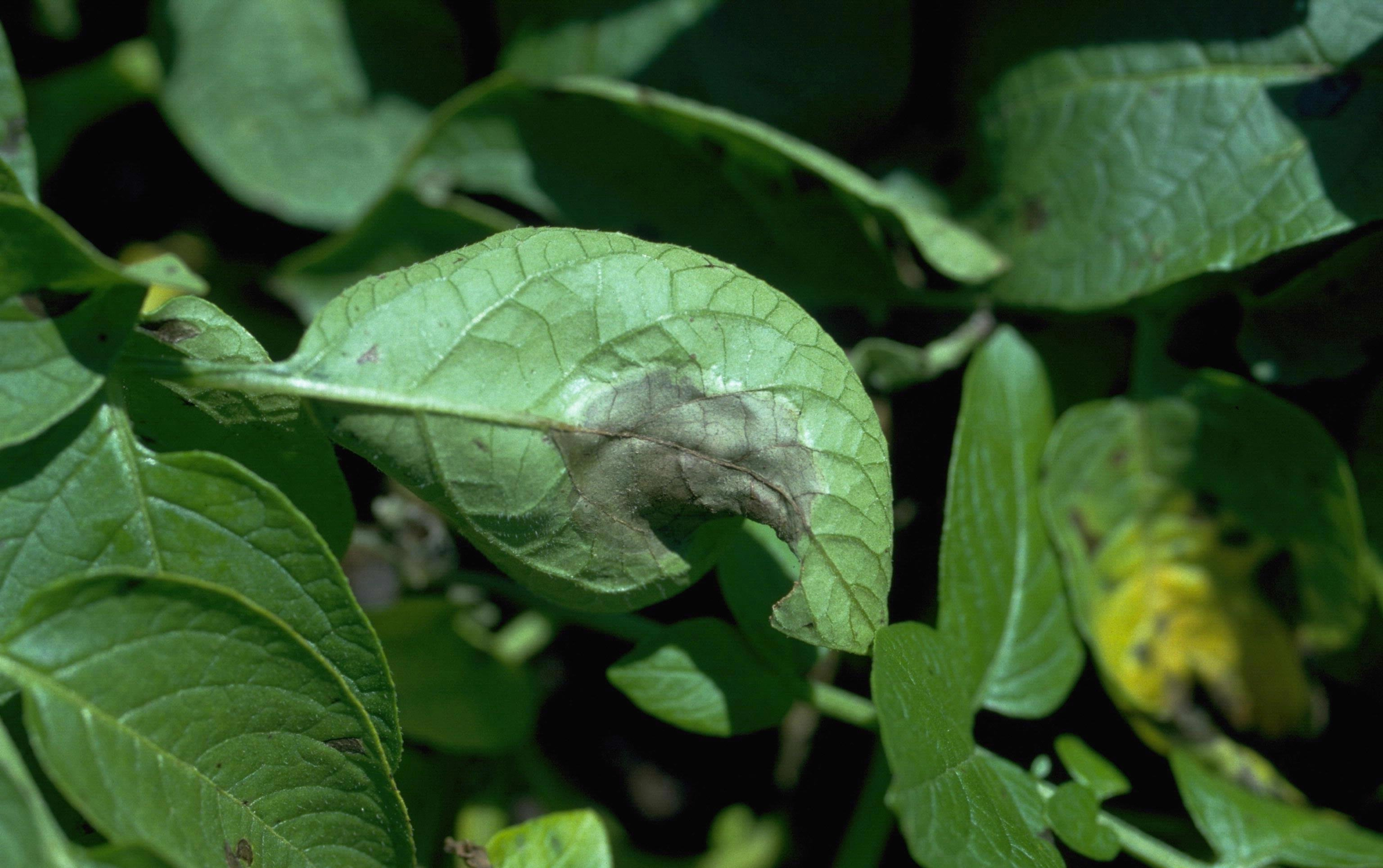
Una planta de patata infectada amb Phytophthora infestans.

Molts cromalveolats afecten els ecosistemes de manera molt important. Alguns d'aquests organismes poden ser molt destructius. Les marees roges produïdes per alguns dinoflagel·lats poden devastar les poblacions de peixos i intoxicar els cultius d'ostres. Els apicomplexes inclouen alguns dels paràsits específics més adaptats als animals. Els oomicots causen diverses malalties a les plantes. De fet, va ser un oomicot, Phytophthora infestans, el causant de la gran fam irlandesa del segle xix en devastar els cultius de la patata.

Tanmateix, molts cromalveolats són membres vitals dels ecosistemes. Les diatomees són un dels principals productors fotosintètics, produint molt de l'oxigen de l'atmosfera i també absorbeixen molt de diòxid de carboni que es creu que és una de les causes de l'escalfament global. Les algues brunes, més específicament les laminarials, formen els hàbitats submarins en els que viuen moltes criatures marines i proporcionen una porció important de la dieta de les comunitats costaneres.